# White City Stadium
Das White City Stadium war ein multifunktionales Stadion in White City, einem Stadtteil des London Borough of Hammersmith and Fulham in London. Es wurde für die Austragung der Olympischen Sommerspiele 1908 errichtet. Bis zu seinem Abriss im Jahr 1985 war es Austragungsort von Wettbewerben im Schwimmsport, Speedway, Boxen, Springreiten, Stockcar, in der Leichtathletik und anderen Sportarten. Ebenso fanden hier Konzerte, ein Spiel der Fußball-Weltmeisterschaft 1966 sowie Windhundrennen statt.

## Geschichte
Das von Ingenieur J. J. Webster entworfene Stadion wurde in neun Monaten durch das Bauunternehmen George Wimpey auf einem Teil des Geländes der Franco-British Exhibition errichtet. Der Spatenstich fand am 2. April 1907 durch die Ehefrau von Lord Desborough statt, die offizielle Eröffnung durch König Edward VII. am 27. April 1908, dem Eröffnungstag der Olympischen Sommerspiele 1908. Die Baukosten werden auf rund 60.000 Pfund geschätzt. Nach der Eröffnung hatte das Stadion Platz für 93.000 Zuschauer. Unter den Tribünen standen den Athleten und Kampfrichtern zahlreiche Ruhe-, Versammlungs- und Umkleideräume zur Verfügung. Den äußersten Teil des Innenraums bildete eine 660 Yards (603,5 m) lange Radrennbahn aus Beton mit überhöhten Kurven. Innerhalb dieser schloss sich eine Aschenbahn mit sechs Bahnen an, deren Länge eine Drittelmeile (536,45 m) betrug. Auf dem Innenfeld befanden sich Sprung- und Wurfanlagen in den Kurveninnenräumen, ein Spielfeld für Ballsportarten sowie ein 330 Fuß (100 m) langes und 50 Fuß (15,24 m) breites, ungeheiztes Schwimmbecken mit versenkbarem Sprungturm.
Leichtathletik-Wettkämpfe fanden regelmäßig bis 1914 statt, doch während des Ersten Weltkriegs und in den folgenden Jahren wurde das Stadion abgesehen von Industriemessen kaum genutzt. 1926 erwarb die Greyhound Racing Association (GRA) das Stadion und ließ im folgenden Jahr die Lauf- und die Radrennbahn mit Gras überdecken, um darauf Windhundrennen und Speedway-Motorradrennen durchführen zu können. Ebenso entstanden neue überdachte Tribünen und ein Restaurant. An der Innenseite der Grasbahn entstand 1931 eine neue Leichtathletik-Laufbahn mit einer Länge von 440 Yards (402,336 m); auf dieser fanden von 1932 bis 1970 die britischen Amateur-Leichtathletikmeisterschaften statt. Auch wurden hier 1934 die 4. Frauen-Weltspiele und die British Empire Games abgehalten.
Von 1931 bis 1933 sowie in der Saison 1962/63 hatte der Fußballverein Queens Park Rangers Gastrecht im White City Stadium. 1933 gastierte hier der Rugby-League-Verein London Highfield. Die Argonauts planten, White City als Heimstadion zu nutzen, doch der Verein bestritt nie ein Spiel. Von 1932 bis 1958 war das Stadion der Schauplatz zahlreicher Boxkämpfe; beispielsweise zog 1934 der Kampf zwischen Len Harvey und Jack Peterson über 90.000 Zuschauer an. Während der Fußball-Weltmeisterschaft 1966 musste ein Vorrundenspiel der Gruppe A zwischen Uruguay und Frankreich hier ausgetragen werden: Der Besitzer des Wembley-Stadions hatte sich geweigert, die dort stattfindenden Greyhound-Rennen abzusagen, weshalb das Spiel nach White City verlegt wurde.
Davon abgesehen waren Greyhound- und Speedway-Rennen die wichtigsten Nutzungen. Zehntausende Besucher strömten regelmäßig zu den Veranstaltungen der GRA, besonders während des Popularitätsmaximums der 1930er bis 1950er Jahre. Die wichtigsten Greyhound-Rennen waren das English Greyhound Derby, das Grand National, das Oaks, die Wood Lane Stakes und der Longcross Cup. Das letzte Greyhound-Derby fand am 23. Juni 1984 statt. Von 1976 bis 1978 war das Stadion die Heimstätte des professionellen Speedway-Teams White City Rebels. Es war auch Austragungsort zahlreicher Rennen der Speedway-Einzel-Weltmeisterschaft sowie dreimal des Finales der Speedway-Team-Weltmeisterschaft (1976, 1979, 1982).
1985 wurde das White City Stadium abgerissen, um Platz für einen Gebäudekomplex der British Broadcasting Corporation zu schaffen. Die ehemalige Ziellinie ist durch eine Markierung auf dem heutigen Platz gekennzeichnet. An einer nahe gelegenen Wand ist eine Gedenktafel mit dem Medaillenspiegel der Olympischen Sommerspiele 1908 angebracht.

## Kultureller Einfluss
Das White City Stadium ist Schauplatz der entscheidenden Szenen des 1950 von Basil Dearden gedrehten Films Die blaue Lampe. Es ist auch in einer Folge der 1967/68 produzierten Fernsehserie Der Mann mit dem Koffer zu sehen, ebenso im 1973 gedrehten Film Steptoe and Son Ride Again von Peter Sykes. Im Jahr 1984, wenige Monate vor dem Abriss, entstanden im Stadion einige Szenen für das Musikvideo zum Song Life on your own von The Human League.
Ray Davies, der Leadsänger und Gitarrist der Rockband The Kinks, sorgte im Juli 1973 bei einem Konzert im White City Stadium für einen Eklat, als er auf der Bühne fluchte, im Drogenrausch seinen Rückzug aus der Band verkündete, zusammenbrach und ins Krankenhaus gebracht werden musste. Davies erholte sich wieder und machte mit den Kinks weiter. Bei einem Konzert von David Cassidy im Mai 1974 wurden 750 Personen bei einem Gedränge nahe der Bühne verletzt; eine Konzertbesucherin starb an den Folgen. Die Folkband The Pogues besang den Abriss des Stadions im Song White City, das 1989 auf dem Album Peace and Love erschien.